# Quercus subsericea
Quercus subsericea là một loài thực vật có hoa trong họ Cử. Loài này được A.Camus miêu tả khoa học đầu tiên năm 1933.

## Hình ảnh